# Lê Thiện Hiếu
Lê Thiện Hiếu (sinh ngày 23 tháng 4 năm 1995), tên khai sinh là Lê Phương Thảo, là một ca sĩ kiêm nhạc sĩ, nhà sản xuất (người chuyển giới) của Việt Nam. Lê Thiện Hiếu còn được biết đến như là thí sinh của Chương trình Bài hát hay nhất (mùa 1). Ngoài ra, anh từng nhận được 2 đề cử và chiến thắng ở 1 hạng mục của giải Cống hiến.

## Tiểu sử
Lê Thiện Hiếu sinh tại Thái Nguyên với tên khai sinh là Lê Phương Thảo, giới tính sinh học là nữ. Do nhận thức và bản dạng giới cá nhân, Thiện Hiếu đã trải qua quá trình chuyển đổi giới tính từ Nữ thành Nam. Hiện anh là một nghệ sĩ tự do.
Từ nhỏ, Thiện Hiếu đã bộc lộ rõ niềm đam mê nghệ thuật của mình. Trong khoảng thời gian diễn ra sự thay đổi của cơ thể và dần mất đi giọng hát trước đó, anh đã chọn cách viết nhạc để giải tỏa những cảm xúc tiêu cực. Từ năm 2016, anh đã hoạt động nghệ thuật với vai trò là một ca sĩ, nhạc sĩ tự do và cho đến năm 2022, anh bắt đầu hành trình sản xuất âm nhạc.
Với phong cách âm nhạc đa dạng: từ những giai điệu Pop vui tươi trong những năm đầu sự nghiệp đến các bản nhạc sâu lắng và trầm tư hơn trong giai đoạn gần đây, Lê Thiện Hiếu dần chứng minh được khả năng thích nghi và phát triển không ngừng. Anh hiện đang sản xuất và tập trung vào việc sáng tạo những bản nhạc thể hiện cá tính riêng biệt.
Trong suốt sự nghiệp của mình, Lê Thiện Hiếu đã phát hành nhiều đĩa đơn nổi bật, trong đó có các bài hát như "Ông Bà Anh", “Xứng Đôi Cưới Thôi” và “Ooh Just You” (nằm trong EP 24+ phát hành vào năm 2020)

## Sự nghiệp

### Sing My Song - Bài Hát Hay Nhất 2016
Khi đến với chương trình Sing My Song - Bài hát hay nhất 2016, Thiện Hiếu đã quyết định vào đội của huấn luyện viên Lê Minh Sơn. Anh có nhiều ca khúc HIT như "Ông bà anh", "1+1". Chung cuộc, anh xếp vị trí thứ ba. Khi tham gia chương trình Bài hát hay nhất 2016 tại Vòng Giấu Mặt, anh đã mang đến ca khúc "Ông bà anh" (nói về tình yêu của hai thế hệ) và đã thuyết phục được bốn vị huấn luyện viên bao gồm Lê Minh Sơn, Đức Trí, Giáng Son và Nguyễn Hải Phong gạt cần. Bài hát đã trở thành HIT khuynh đảo mạng xã hội . Chỉ trong một tuần, bài hát đã có 15 triệu lượt xem trên YouTube. Đến Vòng Đối Kháng và Vòng Liveshow (chung kết), anh đã mang thêm nhiều màu sắc mới vào chương trình.
Mặc dù bài hát "Ông bà anh" gây HIT từ Vòng Giấu Mặt nhưng khi đến Vòng Đối Kháng, Lê Thiện Hiếu đã khiến nhiều fan sốc khi bị huấn luyện viên Lê Minh Sơn chê sáng tác của anh "đạt đến đỉnh cao của sự nhạt" . Cho tới đêm trình diễn, anh đã lấy lại được phong độ và trình diễn tác phẩm "1+1" làm bùng nổ sân khấu Sing My Song và nhận được 31 điểm tuyệt đối từ hội đồng chuyên môn, tiến vào thẳng vào Vòng Liveshow - Chung kết. Dù vậy, trên YouTube, ca khúc này có nhiều lượt dislike và phản ứng trái chiều .
Khi tiến vào Vòng Liveshow - Chung kết Sing My Song, Lê Thiện Hiếu tiếp tục làm bùng nổ sân khấu với sáng tác "Tích tình tịch làng" khi trình diễn ca khúc với trống Taiko cùng huấn luyện viên Lê Minh Sơn và nghệ sĩ kèn bóp Duy Đức.

## Tranh cãi

### Scandal vi phạm bản quyền ca khúc
Khi đã có sự nổi tiếng trên mạng xã hội, Lê Thiện Hiếu bất ngờ bị Thái Quang (người xuất thân từ chương trình Giọng hát Việt) tố vi phạm bản quyền ca khúc Nếu Ta Còn Yêu (Ngô Quốc Tuấn) sau khi ca khúc bị lan truyền chóng mặt trên mạng . Nhưng sau đó, nhạc sĩ Quốc Tuấn đã có những chia sẻ rằng anh đã từng nhờ Lê Thiện Hiếu hát thử ca khúc này và từ hiệu ứng của Sing My Song, bản hát thử (demo) đã vô tình trở nên thịnh hành và gây ra sự việc không đáng có. Câu chuyện sau đó mới dần chìm xuống.

## Bài hát
- Ông bà anh (2016)
- Lucky (cover cùng Phạm Trần Phương) (2016)
- Lonely guy (Kẻ cô đơn) (2016)
- Nếu ta còn yêu (sáng tác: Ngô Quốc Tuấn) (2016)
- Người lạ hợp cạ (2017)
- Này em (2017)
- 1+1 (2017)
- Tích tình tịch làng (2017)
- Love you so (2017)
- Yêu xa (2017)
- Đến bao giờ (2017)
- Lạc trong em (2017)
- Người ta và anh (2017)
- Nhớ (misss you so) (2017)
- Tội gì phải cưới (2018)
- Tôi không muốn lớn thêm nữa (Đông Hùng) (2017)
- Nhớ (Miss you so) (2017)
- Người tóc bạc tiễn kẻ đầu xanh (với Phạm Trần Phương) (2017)
- Đi yêu tin (2018)
- Xứng đôi cưới thôi (2019)
- Chính Hôm Nay (2019)
- Bác Tài Ơi (2019)
- Tết ta về nhà (Will & Suni Hạ Linh) (2019)
- Qua Tết năm sau (2019)
- Hắn không xứng (2019)
- Tiễn COVID (2020)
- Ooh Just You (2020)
- 24+ (EP - 2020)
- Đến bao giờ (2020)
- Cậu không một mình (2020)
- Người thương khác thường (2020)
- 5 10 15 20 (2021)
- Kết. (2022)
- Sang trang (2023)
- Hoa trong lòng (2023)
- Thư cho Ba (2024)
- Phonever (2024)
- Bring Me Back Home (2024)

## Đời tư
Lê Thiện Hiếu từng có thời gian hẹn hò với TiA Hải Châu, thí sinh cùng tham gia Bài hát hay nhất mùa 1 từ tháng 4/2017. Tuy nhiên, đến năm 2019, họ mới chính thức công khai mối quan hệ và nhận được sự ủng hộ của khán giả. Dù vậy, Lê Thiện Hiếu xác nhận đã chia tay với TiA Hải Châu sau thời gian dài gắn bó vào năm 2022.

## Giải thưởng và đề cử
| Năm  | Giải thưởng                              | Hạng mục            | Đề cử        | Kết quả   | Ghi chú |
| ---- | ---------------------------------------- | ------------------- | ------------ | --------- | ------- |
| 2016 | Làn Sóng Xanh                            | Gương mặt phát hiện | Bản thân     | Đề cử     | [ 12 ]  |
| 2017 | Giải thưởng Âm nhạc Cống hiến lần thứ 12 | Bài hát của năm     | "Ông bà anh" | Đoạt giải | [ 13 ]  |
| 2017 | Giải thưởng Âm nhạc Cống hiến lần thứ 12 | Nghệ sĩ mới của năm | "Ông bà anh" | Đề cử     | [ 13 ]  |

### Vinh danh
- Bài hát "Ông bà anh" nhận giải Bài hát hay nhất (đứng thứ 3 chung cuộc) & lọt vào top 5 bài hát nhiều lượt xem nhất YouTube.[8]